# کشتی در المپیک تابستانی ۱۹۶۴
کشتی در بازی‌های المپیک تابستانی ۱۹۶۴ نام رویداد ورزش کشتی در بازی‌های المپیک تابستانی بود که در سال ۱۹۶۴ برگزار شد. در این مسابقات ۱۶ رویداد برگزار شد که شامل ۸ وزن در کشتی آزاد مردان و ۸ وزن در کشتی فرنگی مردان بود. ایران توانست در این مسابقات دو مدال برنز کسب کند که این مدال‌ها توسط علی اکبر حیدری در وزن کم تر از ۵۲ کیلوگرم کشتی آزاد و محمدعلی صنعت کاران در وزن بین ۷۰ تا ۷۸ کیلوگرم کشتی آزاد بود.

## مدال‌آوران

### فرنگی مردان
| بازی‌ها            | طلا                          | نقره                             | برنز                            |
| Flyweight         | تسوتومو هاناهارا · ژاپن      | آنجل کرزوف · بلغارستان           | دومیترو پاروولسکو · رومانی      |
| Bantamweight      | ماسامیتسو ایچیگوچی · ژاپن    | ولادلن تروستیانسکی · اتحاد شوروی | ایون چرنا · رومانی              |
| Featherweight     | ایمره پولیاک · مجارستان      | رومن روروا · اتحاد شوروی         | برانیسلاو مارتینوویچ · یوگسلاوی |
| Lightweight       | کاظم آیواز · ترکیه           | والریو بولارکا · رومانی          | داوید گوانتسلادزه · اتحاد شوروی |
| Welterweight      | آناتولی کولسوف · اتحاد شوروی | کیریل پتروف · بلغارستان          | برتیل نیستروم · سوئد            |
| Middleweight      | برانیسلاف سیمیچ · یوگسلاوی   | ییژی کورمانیک · چکسلواکی         | لوتار متس · تیم متحد آلمان      |
| Light Heavyweight | بویان رادف · بلغارستان       | Per Svensson · سوئد              | هاینتس کیل · تیم متحد آلمان     |
| Heavyweight       | ایشتوان کوزما · مجارستان     | آناتولی روشچین · اتحاد شوروی     | ویلفرد دیتریش · تیم متحد آلمان  |

### آزاد مردان
| بازی‌ها            | طلا                               | نقره                          | برنز                            |
| Flyweight         | یوشیکاتسو یوشیدا · ژاپن           | چانگ چانگ-سون · کره جنوبی     | علی‌اکبر حیدری · ایران           |
| Bantamweight      | یوجیرو اوئه‌تاکه · ژاپن            | حسین اکباش · ترکیه            | آیدین ابراهیموف · اتحاد شوروی   |
| Featherweight     | اوسامو واتانابه · ژاپن            | استانچو کولف · بلغارستان      | نودار خوخاشویلی · اتحاد شوروی   |
| Lightweight       | انیو والچف · بلغارستان            | کلاوس روست · تیم متحد آلمان   | ایوائو هوریوچی · ژاپن           |
| Welterweight      | اسماعیل اوغان · ترکیه             | گورام ساگارادزه · اتحاد شوروی | محمدعلی صنعت‌کاران · ایران       |
| Middleweight      | پرودان گرادژف · بلغارستان         | حسن گونگور · ترکیه            | دنیل برند · ایالات متحده آمریکا |
| Light Heavyweight | الکساندر مدوید · اتحاد شوروی      | احمت آییک · ترکیه             | سعید مصطفوف · بلغارستان         |
| Heavyweight       | الکساندر ایوانیتسکی · اتحاد شوروی | لیوتوی احمدوف · بلغارستان     | حمیت کاپلان · ترکیه             |

## کشورهای شرکت کننده
در مجموع ۲۷۵ کشتی‌گیر از ۴۲ کشور در مسابقات کشتی بازی‌های المپیک تابستانی ۱۹۶۴ توکیو شرکت کرده‌اند:
- افغانستان (8)
- آرژانتین (4)
- استرالیا (8)
- اتریش (4)
- بلژیک (3)
- بلغارستان (16)
- کانادا (4)
- چکسلواکی (4)
- دانمارک (3)
- مصر (4)
- فنلاند (10)
- فرانسه (3)
- تیم متحد آلمان (14)
- بریتانیای کبیر (6)
- یونان (5)
- مجارستان (10)
- هند (8)
- ایران (12)
- ایرلند (2)
- ایتالیا (5)
- ژاپن (16)
- کره جنوبی (13)
- لوکزامبورگ (1)
- مکزیک (4)
- مغولستان (8)
- نیوزیلند (2)
- نروژ (1)
- پاکستان (6)
- پاناما (3)
- فیلیپین (4)
- لهستان (5)
- رومانی (10)
- اتحاد شوروی (16)
- اسپانیا (1)
- سوئد (9)
- سوئیس (3)
- ترکیه (15)
- ایالات متحده آمریکا (16)
- یوگسلاوی (4)[۲]

## جستار‌های وابسته
- ایران در بازی‌های المپیک تابستانی ۱۹۶۴